# Harej Nacrat
Harej Nacrat (hebrejsky: הרי נצרת, doslova Nazaretské hory) je pohoří o nadmořské výšce přes 400 metrů v severním Izraeli, v Dolní Galileji.

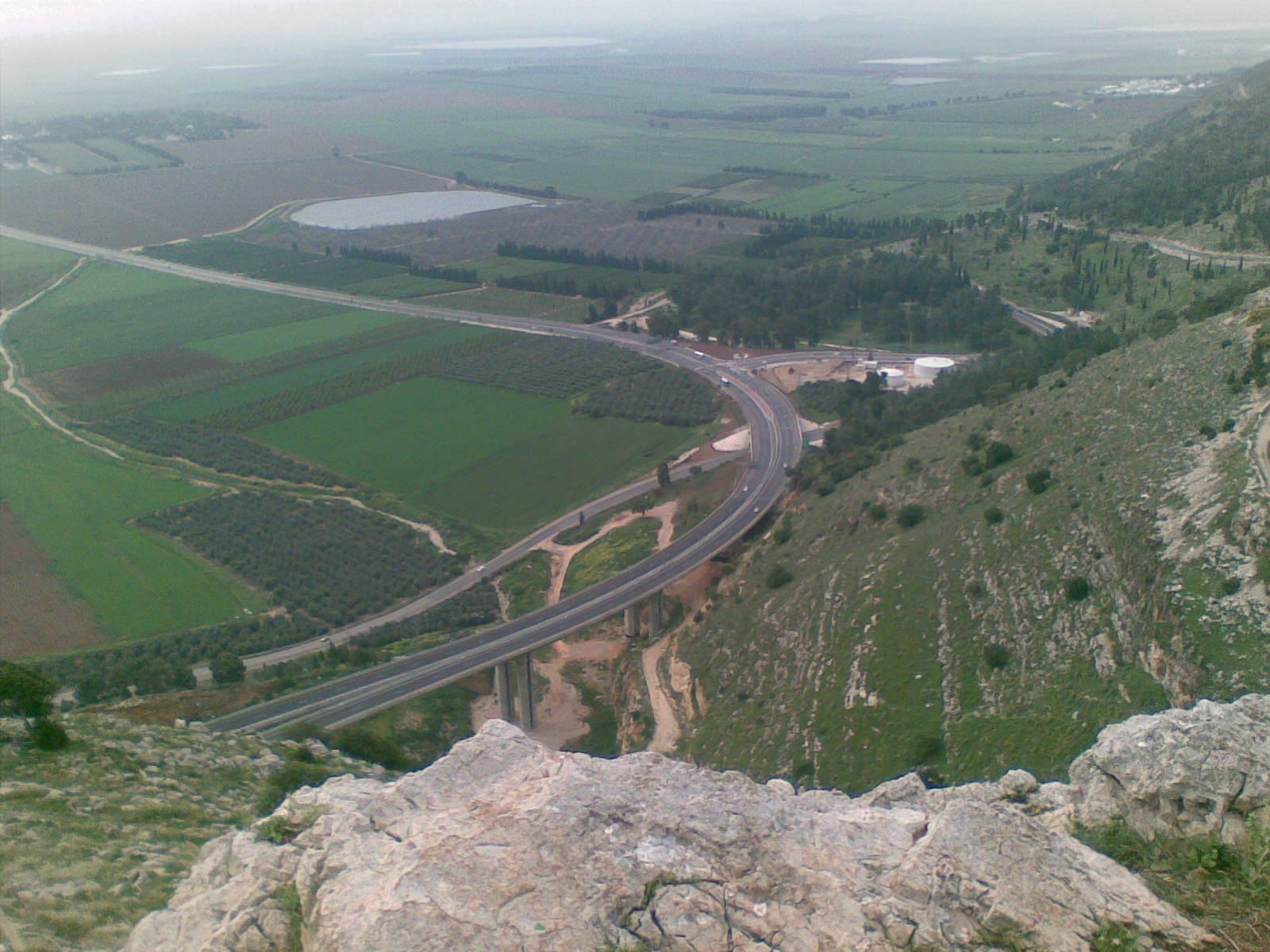
Pohled z hory Har Kidumim do Jizre'elského údolí

Tvoří ho zejména souvislý terénní stupeň, který vymezuje v délce cca 12 kilometrů severní hranici rovinatého a zemědělsky využívaného Jizre'elského údolí a jeho severovýchodní části nazývané též Bik'at Ksulot. Výškový rozdíl mezi dnem údolí a terasou na vrcholu tohoto zlomu přesahuje místy i 300 metrů. Tento pás je orientován od jihozápadu k severovýchodu, od okolí města Migdal ha-Emek k městu Daburija, kde na něj navazuje ještě izolované návrší Har Tavor. V rámci tohoto vyvýšeného řetězce se nachází několik samostatných hor: zejména Har Kidumim (397 m n. m.), Har Ksulot (443 m n. m.) a Har Dvora (437 m n. m.). Jejich svahy jsou z velké části zalesněné. Poblíž města Migdal ha-Emek se rozkládá velký lesní komplex Ja'ar Balfour.
Na sever od okraje této kompaktní terénní stěny se rozkládá zvlněná krajina, která je z velké části stavebně využita pro aglomeraci Nazaretu, do níž patří několik administrativně samostatných měst jako Nazaret Ilit, Ejn Mahil, Mašhad, Rejne, Jafa an-Naserija atd. V této oblasti pokračuje pohoří Harej Nacrat mnoha dalšími vrcholy, které lemují kotlinu okolo vlastního historického Nazaretu. Jde o vrcholy Giv'at Jif'a, Har Bahran, Har Cameret, Har Avihu, Har Nadav a nejvyšší Har Jona (573 m n. m.). Dál k severu a severozápadu pak terén opět pozvolna klesá k údolím Bik'at Tur'an a Bejt Netofa.